# Kyparissia (pohoří)
Kyparissia (řecky Όρη Κυπαρισσίας), také Egaleon (Αιγάλεω) je pohoří v Řecku, na jihozápadě Peloponésu. Je v něm několik vrcholů s nadmořskou výškou přes 1 000 metrů. Nejvyšší vrchol měří 1229 metrů. Má bohatou vegetaci a několik vodních toků. Rozkládá se v západní části Messénie od města Kyparissia po Pylos. Název dostalo od města Kyparissia, které leží na jeho severozápadním svahu.
Ve starověku bylo známé jako Egaleo (starořecky ΑιγΑλεω). Podle Strabóna ležel starověký Pylos na úpatí Egalea.